# Hondegem
Hondegem (officieel: Hondeghem) is een gemeente in het Franse Noorderdepartement (Frans: département du Nord) en Frans-Vlaanderen. De gemeente telde 915 inwoners op 1 januari 2022.

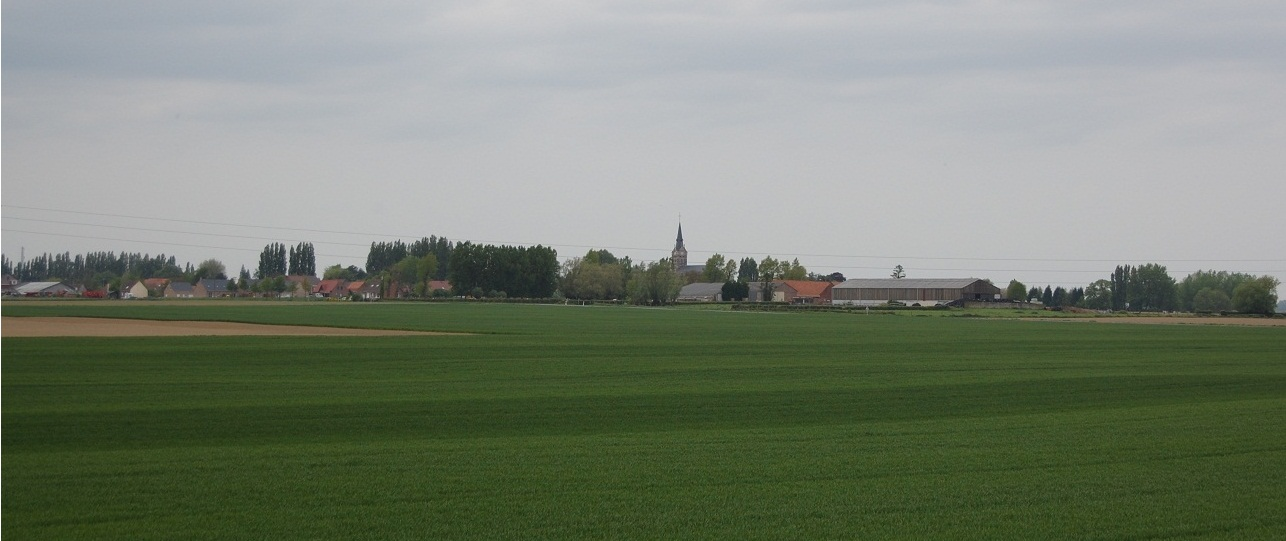
Zicht op Hondegem

## Geschiedenis
De gemeente hoorde bij het graafschap Vlaanderen en werd in 1152 al genoemd als Hundingehem, in 1178 als Canisvilla. De Fransen zeggen soms Chienville. Het dorp is nog min of meer Vlaamssprekend.
Jacob de Buzere, een van de aanstichters van de Beeldenstorm, werd hier geboren.

## Geografie
De oppervlakte van Hondegem bedroeg op 1 januari 2022 12,6 vierkante kilometer; de bevolkingsdichtheid was toen 72,6 inwoners per km².

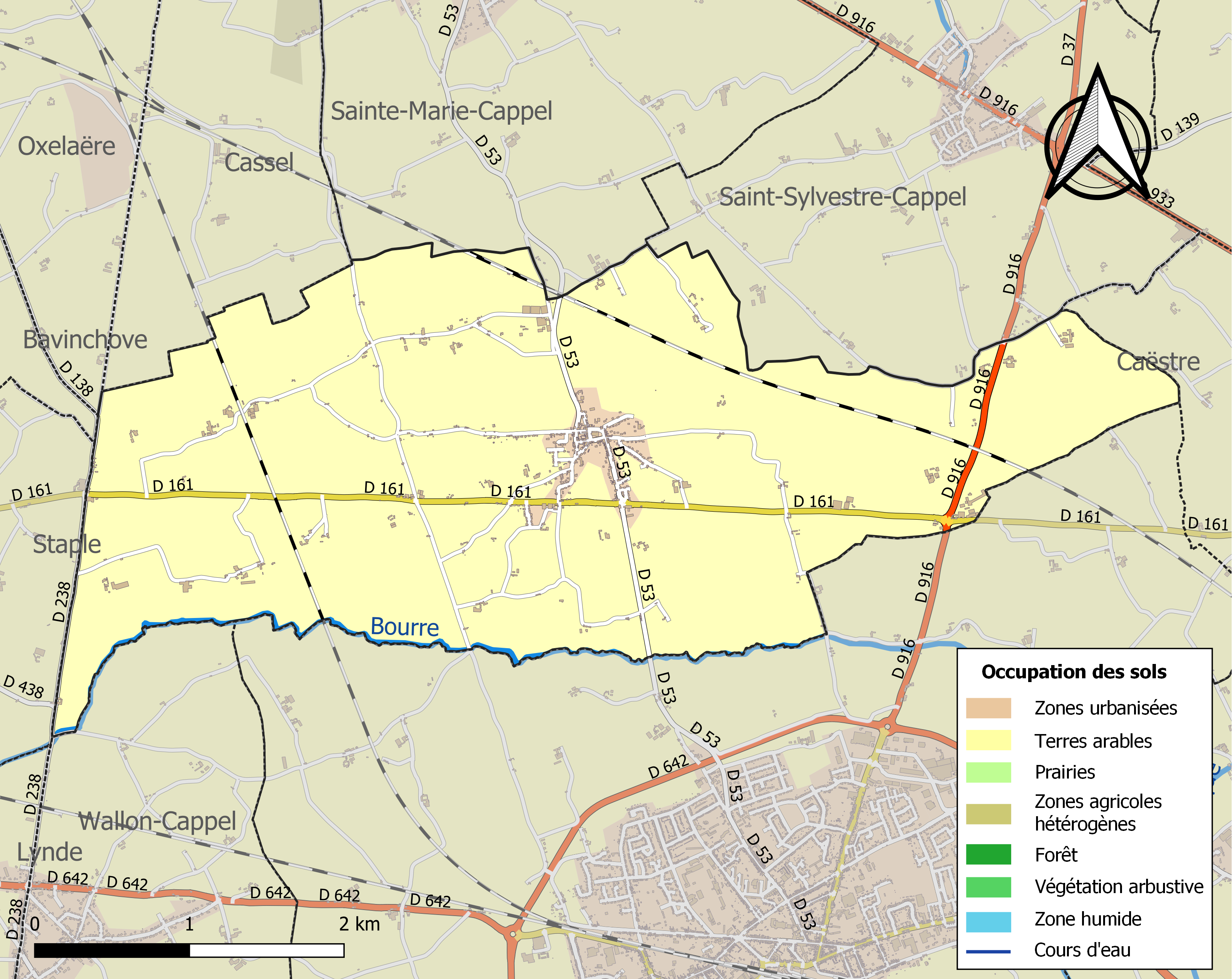
Kaart van de gemeente met belangrijkste infrastructuur, bodemgebruik en omliggende gemeenten

## Bezienswaardigheden

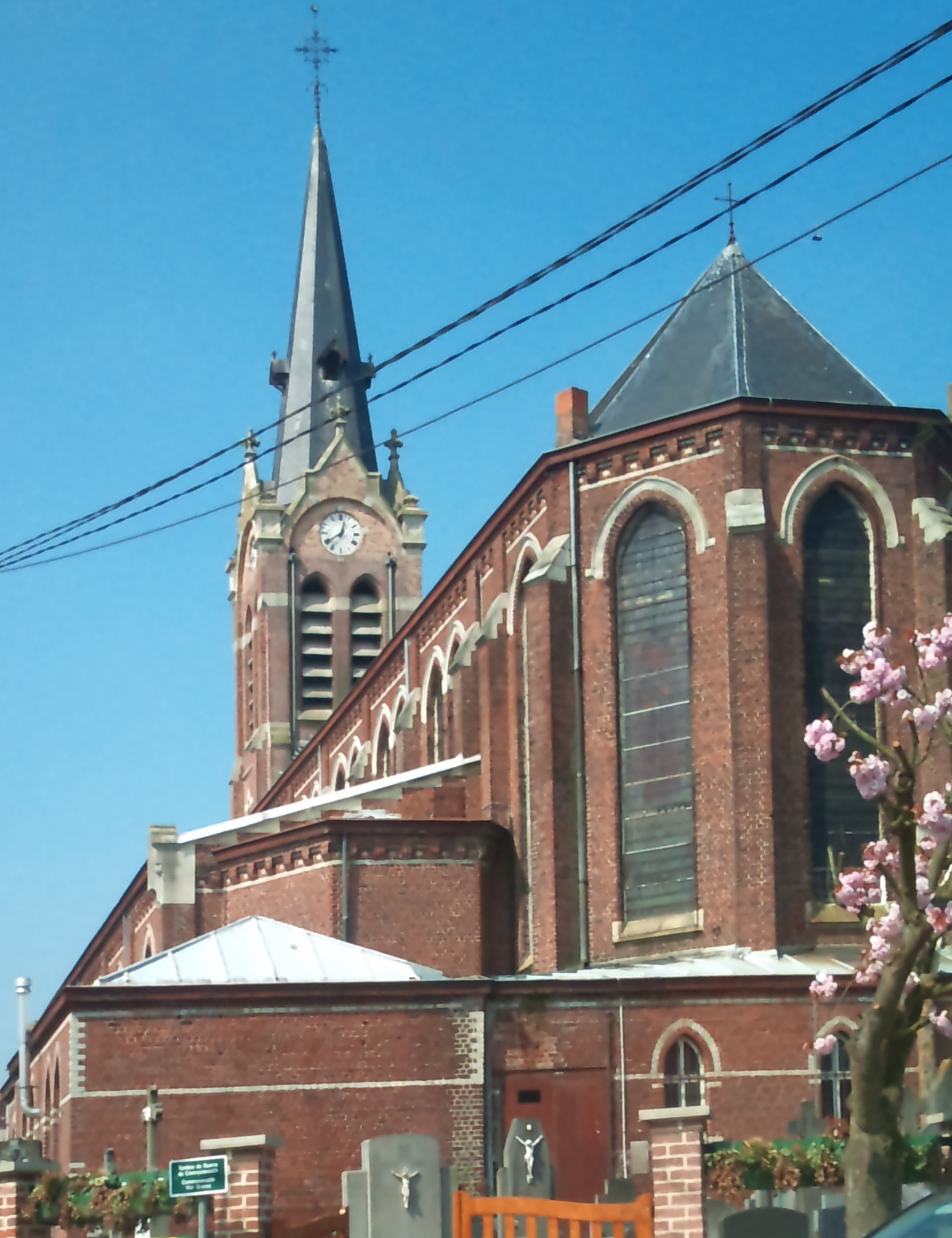
De Sint-Audomaruskerk

- De Sint-Audomaruskerk (Église Saint-Omer)
- Op het Kerkhof van Hondegem liggen negen Britse oorlogsgraven uit beide wereldoorlogen.

## Natuur en landschap
Hondegem ligt in het Houtland op een hoogte van 24-75 meter. Ten zuiden van Hondegem loopt de Borrebeek.

## Demografie
Onderstaande figuur toont het verloop van het inwonertal (bron: INSEE-tellingen).

## Nabijgelegen kernen
Stapel, Hazebroek, Kaaster, Sint-Mariakappel